# Jodel (applicazione)
Jodel è un'applicazione di messaggistica istantanea multimediale disponibile in versione gratuita per i dispositivi mobili Android e iOS. Progettata prevalentemente per gli studenti universitari, consente la condivisione anonima di post e fotografie visibili da altri utenti entro un raggio di 10 chilometri, calcolati in base alla geolocalizzazione. Ampiamente utilizzata nei Paesi nordeuropei, in Italia è in crescita.

## Storia

### Nascita
L'idea di Jodel iniziò a svilupparsi nel 2012 quando Alessio Avellan Borgmeyer, fondatore e CEO della Jodel Venture GmbH, sentì il bisogno di dar vita ad una comunità studentesca su base locale. Borgmeyer, ex studente tedesco di ingegneria meccanica presso l'Università Tecnica di Aquisgrana, durante quell'anno si trovava in California per trascorrere un periodo di studi alla San Diego State University e con alcuni amici iniziò a pensare ad un social network dedicato soprattutto agli studenti universitari. Compresa l'importanza di una piattaforma virtuale nella quale tutti gli studenti appartenenti ad uno stesso luogo potessero condividere liberamente problemi ed esperienze comuni, il team sviluppò TellM, il predecessore di Jodel.
La compagnia iniziò così a navigare per gli Stati Uniti attraverso un camper personalizzato per cercare di promuovere l'applicazione in varie università e organizzando delle feste, tanto che il numero degli utenti salì rapidamente ma soli tre giorni dopo l'iniziativa fu abbandonata. Diversi furono i motivi per cui il progetto non funzionò come previsto. Il software TellM concettualmente ricalcava lo stesso principio di Jodel ma non essendo ancora tecnicamente predisposto non ottenne il successo sperato. Per di più la delusione dell'app portò il gruppo di fondazione, di cui una metà di origine tedesca e l'altra americana, a dividersi.
Conseguentemente al fallimento di TellM e terminato l'anno a San Diego, Borgmeyer rientrò in Germania dove, su incoraggiamento dei genitori, si dedicò alla realizzazione di un prodotto nuovo e più complesso che lo condusse anche ad interrompere gli studi. Affiancato da una nuova squadra, Borgmeyer realizzò la prima versione di Jodel che testò nella RWTH, la sua università d'origine. 

### Sviluppo
La pubblicazione di Jodel è stata ufficializzata il 20 ottobre 2014 ad Aquisgrana, dimostrando fin da subito di essere un successo e portando alla formazione di una startup di riferimento, la Jodel Venture GmbH. L'applicazione si è diffusa velocemente in Germania ed è diventata il principale strumento di chat anonima per le comunità universitarie locali.
Dal 2014 la Jodel Venture GmbH ha sede a Berlino e nel 2018 risulta essere composta da circa 30 dipendenti, tra cui 3 degli amici più fedeli che aiutano Alessio Borgmeyer nella gestione della società: il COO Tim Schmitz si occupa degli affari economici dell'app, Niklas Henckell coordina la comunità jodeliana e Alexander Linevich promuove lo sviluppo del prodotto.
Nel giro di qualche mese dalla fondazione, la società superò i confini tedeschi per diffondersi in Austria, Svezia, Norvegia, Danimarca e Svizzera. Nell'aprile del 2015 Jodel registrò più di 100.000 utenti e nell'ottobre dello stesso anno superò il milione. Nel maggio 2016 sono stati realizzati oltre 600.000 post giornalieri. Nel giugno 2017 la startup ricevette 6 milioni di dollari dagli investitori della Silicon Valley per favorire la sua espansione negli Stati Uniti mentre ad agosto l'applicazione superò gli 1,5 milioni di utenti registrati. Nell'aprile 2018 la società ha annunciato che solo in Germania il numero degli utenti ha superato il milione.
Nel 2018 Jodel conta oltre 1,2 milioni di post al giorno, per un totale di 60 milioni di interazioni quotidiane ed aggiungendo costantemente nuove funzionalità, Borgmeyer e la sua squadra stanno progettando di espandersi in un numero ancora maggiore di Paesi.

### Diffusione
Il concetto di Jodel è tratto dall'applicazione americana Yik Yak, la quale anch'essa puntava all'anonimato e alla geolocalizzazione. L'app, che aveva ottenuto un investimento di 400.000 dollari, fu presto costretta a cessare la sua attività nel maggio del 2017 a causa di fenomeni di cyberbullismo. Osservato che l'anonimato degli utenti aveva condotto l'applicazione americana al suo declino, interviene Jodel che spera di irrompere nel mercato statunitense.
In Italia un primo fenomeno di questo tipo, anche se nato tra le pagine Facebook, è stato Spotted: un luogo virtuale dove poter contattare in forma pubblica e online altri studenti avvistati per strada o in facoltà. Nel 2015 è nata poi l'app Bspotted, una piattaforma specifica che funziona con le stesse dinamiche già introdotte nella pagina Facebook ma su smartphone. La differenza con Jodel è sostanziale: l'app permette di contattare un altro studente non solo in forma anonima ma anche in tempo reale.
Tuttavia la campagna promozionale, di cui si è servita la giovane azienda per raggiungere i risultati odierni, si è svolta attraverso la distribuzione di volantini, adesivi e poster per favorire il passaparola tra gli studenti. L'amministratore Niklas Henckell ha iniziato a viaggiare in Germania distribuendo volantini pubblicitari nelle diverse università e cercando di far comprendere l'utilità che se ne poteva trarre. Da lì il successo è stato immediato, tanto che la prima ondata di download ha crashato il server. Anche dopo aver interrotto la promozione, l'app ha continuato a crescere in tutto il mondo fino a raggiungere l'Arabia Saudita.
Per gestire nei migliori dei modi il funzionamento dell'applicazione, generalmente viene nominato un Country Manager, responsabile di Jodel nel Paese che rappresenta. In Italia esiste la figura professionale dell'Italian Country Manager che si occupa di Jodel Italia.
Uno strumento importante e che funge da supporto per il software è la pagina Facebook ufficiale di Jodel, con attualmente 1,1 milioni di fan. Qui gli operatori di Jodel replicano le storie più divertenti ed emozionanti che i loro utenti condividono sull'app.

### Guadagno e finanziamenti
Sviluppare Jodel significa enormi costi che finora sono stati coperti esclusivamente da imprenditori esterni. Negli anni la compagnia ha suscitato l'interesse di molti investitori e sponsor anche piuttosto famosi che, come gli ideatori, credono nel fatto che Jodel possa rappresentare il social network del futuro, almeno per quanto riguarda il mondo accademico / universitario. Per questo motivo Jodel non è a pagamento e gli stipendi di Alessio Borgmeyer, Tim Schmitz e degli altri dipendenti non sono finanziati da entrate pubblicitarie o contributi donati degli utenti, ma solo dalle tasche degli investitori.
Dal 2016 sono circa venti i partner aziendali che detengono una percentuale delle azioni in Jodel e ne garantiscono la piena stabilità economica. Uno dei primi imprenditori a depositare speranze sulla nascente startup fu lo svizzero Cédric Waldburger, che all'età di 14 anni fondò un'agenzia pubblicitaria. Cédric Waldburger ha investito diverse centinaia di migliaia di euro in Jodel ottenendo così circa il 10% delle azioni. Successivamente si ricordano gli investimenti da parte del team di Floodgate con sede a Silicon Valley che insieme ad Adam d'Angelo ha investito 6,7 milioni di dollari in Jodel. Seguono poi investitori tedeschi come i fratelli Samwer con la Global Founders Capital, coinvolti per il 12%, e Christopher Maire, fondatore dell'Atlantic Labs, che possiede poco meno del 32% delle azioni.
Questi istituti di credito contano sul fatto che un giorno Jodel diventi autonomo in modo da dimostrare di poter rimborsare gli investimenti ricevuti e guadagnare denaro, così da evolversi nel prossimo social network ad estensione globale. In futuro sarà forse necessario che Borgmeyer e il suo staff adottino nuove strategie per produrre reddito a favore della piattaforma. Questo potrebbe verificarsi attraverso la pubblicazione di annunci pubblicitari o rendendo Jodel a pagamento per tutti gli utenti intenzionati ad utilizzarlo.
Al successo di Jodel, secondo i fondatori, ha contribuito anche una dimensione difficile da misurare e che va oltre la componente materiale: l'amicizia. Infatti, gli amici più fedeli di Borgmeyer sono tra i primi grandi investitori. Essi non hanno impiegato denaro per la realizzazione del progetto ma il loro tempo: Alexander Linewitsch ha realizzato un lavoro onorifico sul design e le funzioni di Jodel durante lunghe nottate, Niklas Henckell ha distribuito volantini pubblicitari nelle città universitarie tedesche e Tim Schmitz ha testato l'app durante il suo semestre all'estero con altri studenti in Australia.

## Caratteristiche

### Criteri di base
Jodel è un mix tra social network e messaggistica istantanea. Si differenzia in modo significativo dalle precedenti reti sociali come Facebook, Instagram o Twitter poiché la registrazione su Jodel non richiede l'inserimento di dati personali né il caricamento di foto per il riconoscimento. Per di più, pur rappresentando un social per il campus universitario, non richiede le credenziali d'ateneo e questo fa sì che Jodel sia accessibile a chiunque. Secondo alcune statistiche il target group è abbastanza giovane: il 70% degli utenti dovrebbe avere tra i 18 e i 24 anni.
I maggiori fruitori di questa applicazione sono comunque universitari e l'uso che ne fanno è abbastanza vario: c'è chi la usa per scherzare, chi invece per parlare di argomenti che senza l'anonimato non affronterebbe e chi la usa per fini pratici, come l'organizzazione di un gruppo di studio per un esame o per andare insieme ad un concerto. Il contenuto che si trova su Jodel è unico nel suo genere perché istantaneo, originale e soprattutto locale. 
L'anonimato è una delle caratteristiche principali del software ed è lo strumento che permette di comunicare apertamente e rapidamente con l'ambiente circostante. Dato che l'applicazione è usata anonimamente, il registro è piuttosto approssimativo e colloquiale: nel feed si possono trovare barzellette e battute che ricordano Twitter e Instagram. 
Un altro elemento chiave che distingue Jodel dalle altre app di questa tipologia è la geolocalizzazione (attraverso GPS), unico riferimento che consente di raggruppare gli utenti entro un raggio massimo di 10 km. Di fatto Jodel vuole trasformare in realtà il concetto di "comunicazione locale" in tutto il mondo, creando delle micro-comunità nelle quali si possa apprezzare e condividere la conoscenza del luogo. Ciascuno può, dunque, usufruire del contenuto geograficamente più rilevante senza mettere a rischio la propria privacy.

### Struttura e modalità di funzionamento
L'applicazione si avvia con la schermata principale che mostra tutte le possibili azioni consentite all'utente. Jodel si serve del GPS per determinare la posizione attuale di chi ne fa uso, che è indicata in alto al centro con il nome della città. I post, denominati "jodel", sono quindi visualizzati da altri utenti in un raggio massimo di 10 km e, a seconda della distanza, ogni jodel è etichettato con un avverbio di luogo specifico: con qui si indicano i post condivisi in meno di 1km, molto vicino quelli condivisi in meno di 2km e con vicino quelli condivisi entro 10km o meno. Se qualcuno oltre i 10km commenta uno jodel compare lontano, mentre compare Città Attuale se si commenta un post dopo aver impostato la funzione Hometown. Quest'ultima, introdotta dal novembre 2016, consente agli utenti di leggere e scrivere post in un luogo in cui non si trovano fisicamente (come la città natale), ma senza guadagnare punti karma per impedire il cosiddetto reposting da altre città. L'obiettivo della funzione Hometown è quello di permettere agli utenti di rimanere connessi con la loro città d'origine, anche quando questi sono lontani da essa o la lasciano momentaneamente, come spesso accade per gli studenti fuori sede o i viaggiatori.
Chi fa uso di Jodel è denominato "jodeler" e può pubblicare sia messaggi di testo che fotografie realizzate al momento (ma non foto precedentemente scattate). Agli jodel generati sono assegnati dei colori causali (tra cui blu, giallo, arancione, rosso e verde) che rappresentano la diversità di persone e gli argomenti trattati sulla community. Quando si realizza un post si può aggiungere un hashtag, visualizzato in grassetto, che a sua volta rimanda al feed per tenere d'occhio l'argomento. A questo punto entrano in gioco gli altri jodeler a cui è consentito commentare o votare ogni singolo post.

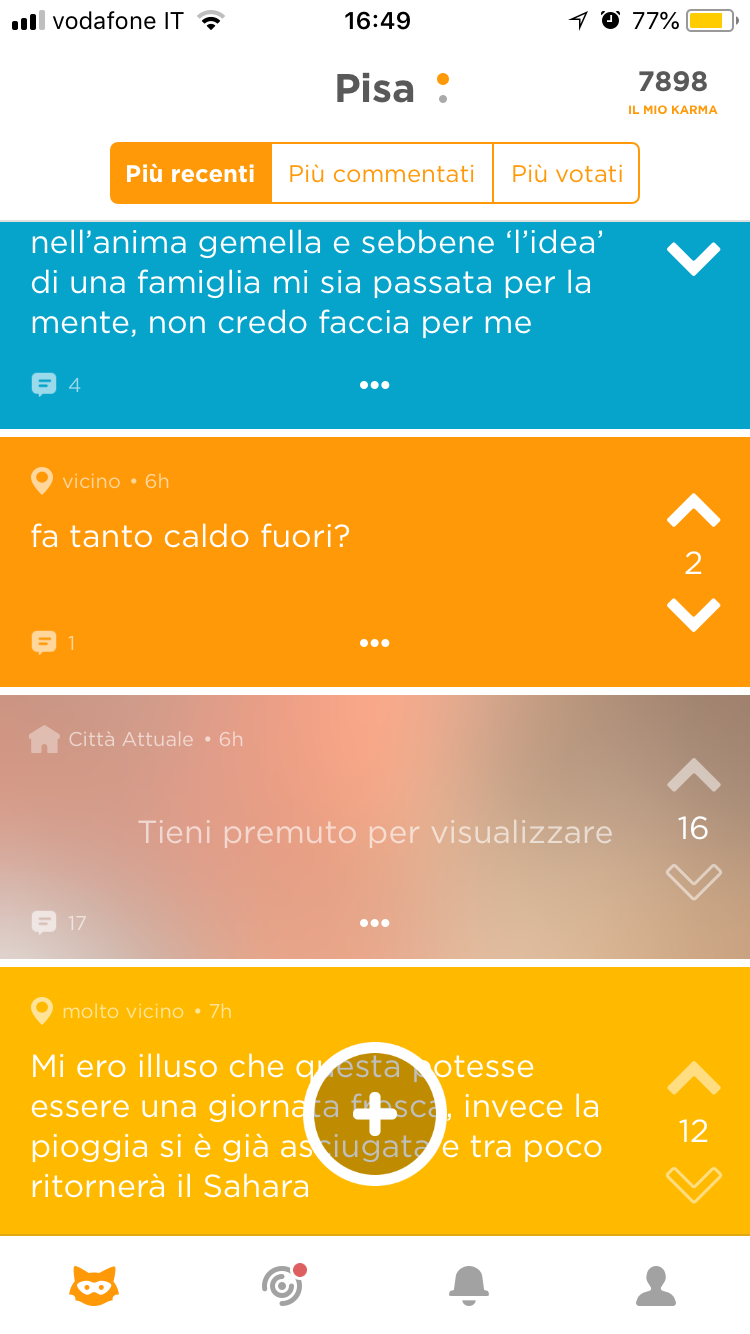
Home page di Jodel con localizzazione su Pisa.

In linea con il principio di Reddit, esiste un sistema di votazione che consente agli utenti di votare positivamente (upvote), o negativamente (downvote). La somma dei voti influenza la visibilità dei post sulla schermata principale: se uno jodel ha una valutazione inferiore a -5 punti verrà automaticamente eliminato, mentre il messaggio che avrà il maggior numero di punti sarà posizionato in alto. 
Quando, invece, uno jodeler commenta un post, per identificare i diversi utenti, Jodel usa un numero progressivo assegnato in base all'ordine di risposta. Chi ha iniziato la discussione e la auto-commenta è nominato OJ, vale a dire "Original Jodeler". Questo meccanismo impedisce che i troll ne traggano beneficio poiché rende in maniera abbastanza chiara quali commenti provengono da uno stesso jodeler. Sempre tra i commenti, l'OJ è in possesso di uno strumento speciale che gli consente di mostrare apprezzamento e ringraziamento verso coloro che commentano in maniera positiva il suo post: si tratta dell'opzione "Thank a Jodeler", una sorta di upvote che si manifesta attraverso l'apparizione, sotto al commento prescelto, di un Grazie seguito da un ♥. In questo modo si ha la certezza che sia stato l'OJ in prima persona a ringraziare colui che ha commentato il suo post.
Oltre la schermata principale, dove è possibile scorrere i vari messaggi, esiste una sezione, in alto a destra, denominata “Il mio karma”. Si tratta di un'area che raggruppa il punteggio totale attribuito a ogni jodeler e che varia a seconda dei post pubblicati, commentati e votati. Secondo la concezione di Borgmeyer, il karma riflette il contributo positivo che ogni singolo utente offre alla community di Jodel. Si possono collezionare punti karma pubblicando contenuti rilevanti e fantastici, aiutando l'atmosfera della community a migliorare e diffondendo lo spirito di Jodel.
La piattaforma si compone poi di due barre, una in alto e un'altra in basso: in alto vi sono tre diverse schede che raggruppano gli jodel in base ai tempi di pubblicazione, ai voti ricevuti e al numero dei commenti; sotto, invece, vi sono dei simboli che ricollegano alla home, alla sezione canali, al centro notifica e all'area personale.
Una novità introdotta su Jodel Italia, a partire dal 20 giugno 2018, è l'esistenza dei canali. Sono delle aree che trattano di argomenti specifici e che consentono di trovare contenuti più personalizzati. Ci si può iscrivere ad un canale già esistente oppure crearlo autonomamente digitando “@” + “nomecanale”; quando ci si iscrive, tutto ciò che gli jodeler pubblicano appare nel feed principale. Per filtrare solo un canale specifico basta digitare il nome nella barra di ricerca collocata nella sezione canali.
Occasionalmente può capitare che sulla schermata principale appaia uno jodel di colore diverso (solitamente grigio) intitolato Jodel HQ: è una strategia di cui si servono gli amministratori dell'app per rivolgersi direttamente agli utenti e comunicare divieti, sondaggi, novità o altre notizie.

### Nome e logo
La scelta del nome e del logo dell'applicazione è connessa a cause puramente casuali. Borgmeyer ai primordi della piattaforma aveva con sé una lunga lista di nomi da attribuirle ma in realtà il termine Jodel sembrerebbe essere legato al tipico canto dell'area germanofona alpina, detto storicamente jodel o yodel. Da secoli utilizzato per richiamare il bestiame o per una richiesta di soccorso, metaforicamente lo “yodelling” rispecchia ciò che si può fare sul social, ovvero sentirsi completamente liberi di pubblicare qualsiasi cosa divertendosi. 
La selezione del logo ufficiale, invece, è avvenuta in seguito ad un bizzarro episodio: Alexander Linevich, oggi membro delegato della Jodel Venture GmbH, poco prima della sua fondazione si trovava a Santa Barbara, in California, per trascorrere un semestre di studi, quando trovandosi sul lungomare fu colpito da un pallone da spiaggia. Proprio sulla palla era raffigurato il volto di un procione arancione divenuto da allora il marchio aziendale di Jodel.

## Regolamento
A parte pornografia, violenza, discriminazione, razzismo, non si tollerano la divulgazione di informazioni personali, spoilers, spam, annunci pubblicitari, riproduzione di post già esistenti, abusi di misure di sicurezza e foto a persone inconsapevoli. 
Il costante controllo degli amministratori, condotto sulla guida di principi e valori, consente di mantenere la community positiva e di proteggere la pace nel rispetto del corretto utilizzo di Jodel. Tuttavia non sono soli ma sono affiancati dagli utenti locali che contribuiscono, nel loro piccolo, a rendere questa applicazione un posto sicuro, solidale e a farla crescere sempre più forte e positiva. Essi possono segnalare jodel che ritengono inappropriati tanto che dopo un po' un normale utente, soprattutto dopo aver accumulato una discreta quantità di karma e sulla base di altri parametri, viene nominato moderatore. In particolare, uno strumento pensato per aiutare la collettività a curare i loro post in tempo reale è il downvoting, il cui scopo è quello di far scomparire il contenuto negativo e far prevalere quello buono e coinvolgente. Segnalare messaggi ai moderatori è una delle cose più importanti che uno jodeler può fare.

## Questione sull'anonimato
Caratterizzandosi per l'anonimato, Jodel rompe intenzionalmente con il principio di altri social media, come Facebook, i quali usano quasi sempre nomi reali. Questo impedisce che le persone dicano ciò che pensano davvero. Contrariamente, proprio per via dell'anonimato, su Jodel le persone sono libere di dire ciò che vogliono tanto che a volte gli utenti pubblicano facilmente messaggi di odio o di insulti, sentendosi così autorizzati a pubblicare qualsiasi tipologia di messaggio. Non a caso in seguito ai primi download si sono verificate una serie di ripercussioni negative: ad Aquisgrana, durante i primi periodi di vita della piattaforma, furono pubblicate foto pornografiche e l'applicazione fu bandita su App Store e Play Store per un po' di tempo. A quel punto il responsabile della community Niklas Henckell controllò personalmente ogni immagine.
Alcune statistiche hanno constatato che casi di bullismo e di minacce si presentano con maggiore insistenza nei Paesi scandinavi, o più precisamente nelle università del nord Europa. Di recente la seconda Università della città svedese di Lund, a causa di una minaccia terroristica che circolava su Jodel, chiuse per poi riaprire il giorno dopo, solo quando i dati dell'hacker furono rintracciati e analizzati dalla polizia. Chiunque abusi dell'anonimato di Jodel alla fine rischia di perderlo, perché in questi casi gli amministratori collaborano con le autorità investigative per scoprire chi si nasconde dietro queste intimidazioni. Ad esempio, nel novembre del 2017, Jodel Germania in collaborazione con la polizia, identificò uno studente dell'Università di Treviri che aveva pubblicato una minaccia di rapina. Il suo appartamento fu preso d'assalto dal SEK e fu poi arrestato. Di fatto ad ogni utente Jodel è attribuito un ID attraverso cui è possibile far risalire tutti i post da lui realizzati, mentre l'avvio memorizza i dati geografici e gli indirizzi IP per ogni post. Dal gennaio 2016 in Svizzera, a Neuchâtel, l'applicazione è posta sotto controllo a causa di osservazioni offensive. Nella presunta protezione dell'anonimato, tuttavia, ci sono sempre contributi sessisti, xenofobi o odiosi da parte di membri che hanno voglia di scatenare agitazione nella loro comunità d'appartenenza. 
Al di là degli aspetti negativi, Jodel dovrebbe trasformarsi, dal punto di vista dei creatori, in un luogo speciale dove le persone si connettono con la comunità vicina e dalla cui unione e interazione si cerca di migliorare l'ambiente sociale che li circonda. Inoltre tramite Jodel molte persone si conoscono, stringono amicizia e hanno un seguito anche al di fuori del mondo virtuale. Molti studenti solitari hanno già organizzato tra loro incontri, appuntamenti o scambiato velocemente pseudonimi con applicazioni che non richiedono necessariamente il numero di cellulare, come Telegram o Kik Messenger. Dopo alcuni sondaggi da parte della Jodel Venture GmbH, si è osservato come dalle innumerevoli storie degli jodeler siano nate davvero grandi amicizie o si siano formate coppie che alla fine si sono sposate e hanno avuto bambini.

## Sitografia
- This Marketers Life, Jodel: l'università attraverso gli occhi della tecnologia http://www.thismarketerslife.it/digital/jodel-luniversita-attraverso-gli-occhi-della-tecnologia/
- Ultima Voce, Jodel: universitari alla riscossa, una chat per voi https://www.ultimavoce.it/jodel-universitari-alla-riscossa-chat/
- IFG Urbino, Jodel, l'app ‘anonima’ che piace agli studenti di Urbino https://ifg.uniurb.it/2018/01/24/ducato-online/cronaca-ducato-online/jodel-lapp-anonima-che-piace-agli-studenti-di-urbino/237069/
- AppLevel, Jodel - una app per universitari? https://applevel.blogspot.com/2016/05/jodel-una-app-per-universitari.html
- Handelsblatt Global, Social Network Tries to Survive on Good Vibes https://global.handelsblatt.com/companies/social-network-tries-to-survive-on-good-vibes-784085 Archiviato il 9 luglio 2018 in Internet Archive.
- Orange, So will der Erfinder von "Jodel" mit seiner App Geld verdienen https://orange.handelsblatt.com/artikel/28005
- OMR, In der Studenten-App Jodel kann man jetzt Werbung buchen – wir verraten, was das koste https://omr.com/de/jodel-werbung-marketing/
- Pass Magazine, Da studente a CEO, istruzioni per una carriera DOC http://www.passmagazine.org/2016/10/13/da-studente-a-ceo-istruzioni-per-una-carriera-doc/ Archiviato il 25 settembre 2020 in Internet Archive.
- Trending Topics, "Jodel ist wirklich frei Schnauze": App lässt Nutzer anonym im Umkreis von 10 Kilometern posten https://www.trendingtopics.at/jodel-ist-wirklich-frei-schnauze-app-laesst-nutzer-anonym-im-umkreis-von-10-kilometern-posten/
- Frankfurt School, From Student to Entrepreneur: Alessio Borgmeyer https://blog.frankfurt-school.de/student-entrepreneur-alessio-borgmeyer/
- ZEIT Campus, Friends with benefits https://www.zeit.de/campus/2017/04/jodel-app-start-up-studenten-wirtschaftswissenschaften
- Heise online, Berliner Social-Media-App Jodel zählt mehr als eine Million Nutzer https://www.heise.de/newsticker/meldung/Berliner-Social-Media-App-Jodel-zaehlt-mehr-als-eine-Million-Nutzer-4027422.html
- Golem.de, Mit Karma-Punkten zum Jodel-Diplom https://www.golem.de/news/social-media-app-mit-karma-punkten-zum-jodel-diplom-1512-118028.html
- Jodel, Blog del sito ufficiale https://jodel.com/blog/